# Scandalo Recruit
Lo scandalo Recruit (in giapponese リクルート事件 Rikuruto jiken) fu un episodio di corruzione avvenuto in Giappone, che nel 1989 costrinse alle dimissioni un notevole numero di politici.

## Storia
La Recruit è una società di servizi e telecomunicazioni con sede a Tokyo, che all'epoca dello scandalo era guidata da Hiromasa Ezoe. Ezoe aveva offerto ad alcuni esponenti del Partito Liberal Democratico (LDP) un cospicuo numero di azioni della controllata Cosmos, proprio poco tempo prima che la società andasse in borsa con un'offerta pubblica. All'indomani della quotazione in Borsa, gli stessi personaggi si ritrovarono proprietari di azioni con un valore quadruplicato.
Il 7 gennaio 1989 morì l'Imperatore Hirohito e dopo pochi mesi la classe politica giapponese si trovò coinvolta nello scandalo: quattro "faccendieri" furono arrestati per corruzione e il primo ministro in carica, Noboru Takeshita, ammise di aver percepito sovvenzioni per l'equivalente di oltre un milione di dollari dalla società, addossandosi tutta la responsabilità politica e morale dell'accaduto. In realtà le personalità coinvolte furono diciassette, e non tutte appartenenti al LDP. In seguito si accertò che altri trenta politici avevano ricevuto "favori" dalla Recruit, oltre a dirigenti della NTT (società telefonica giapponese) e dei quotidiani Nihon Keizai Shinbun e Yomiuri Shinbun.
Il 25 aprile Takeshita rassegnò le dimissioni da primo ministro. Il giorno dopo giunse la notizia del suicidio del suo ex segretario e collaboratore, Ihei Aoki. Il 31 maggio Yasuhiro Nakasone, ex primo ministro, lasciò la guida del LDP, designando come successore al capo del governo il ministro degli Esteri uscente, Sōsuke Uno, che accettò l'incarico il 3 giugno.
Lo scandalo Recruit provocò inevitabili conseguenze elettorali: in luglio le elezioni amministrative di Tokyo videro calare il LDP da 63 a 43 seggi (su un totale di 128), e videro emergere il partito del "governo pulito" (Komeito) che guadagnò 23 seggi. Nello stesso luglio si votò per le elezioni di metà dei 252 seggi della camera alta (il senato giapponese) e il LDP perse la maggioranza assoluta, fermandosi a poco meno del 29%, mentre aumentarono clamorosamente i consensi del partito socialista guidato dalla signora Takako Doi (36%), che chiese lo scioglimento della camera bassa (la costituzione giapponese non prevede che il senato possa essere sciolto). Il premier Uno rassegnò le dimissioni. L'8 agosto Toshiki Kaifu prese le redini del LDP e il giorno successivo presentò al parlamento una nuova coalizione di governo.
Lo scandalo Recruit fu sicuramente una delle maggiori cause che portarono alla sconfitta elettorale del LDP nelle elezioni del 1993, interrompendo un'egemonia politica che durava da più di 38 anni.
| Controllo di autorità | NDL (EN, JA) 00986875 |